# Montecassiano
Montecassiano – miejscowość i gmina we Włoszech, w regionie Marche, w prowincji Macerata.
Według danych na rok 2004 gminę zamieszkiwało 6578 osób, 205,6 os./km².